# テリファー
『テリファー』（原題：Terrifier）は、2016年制作のアメリカ合衆国のホラー映画。
“テリファー/Terrifier” は“恐怖の人”の意。ハロウィンの夜にピエロの扮装をした連続殺人鬼「アート・ザ・クラウン」が巻き起こす惨劇を描く。日本では当初、劇場公開されずビデオスルーとなった。その後2023年5月5日に後述の続編発表に合わせTOHOシネマズ六本木ヒルズ、TOHOシネマズ梅田にて2週間限定上映された。2022年には続編『テリファー 終わらない惨劇』が制作された。

## あらすじ
冒頭シーンは、これから起きる事件『マイルズ大虐殺』の一年後。生き残ったビクトリアがテレビ・インタビューを受けている。犯人に顔面を食われて二目と見られぬ顔になったビクトリアは、犯人が死ぬところを見たと発言するが、その生中継番組を犯人の“アート・ザ・クラウン”が生きた姿で見ている。番組収録後に錯乱し、女性司会者を襲って、その顔面を破壊するビクトリア。
再び事件当日のハロウィンの夜。アメリカの地方に位置するマイルズ郡で、殺人ピエロの“アート・ザ・クラウン”が、仮装パーティ帰りの若い娘・タラとドーンに目を付けた。2人の車をパンクさせ、2人が出た直後の深夜営業のピザ店で従業員たちを虐殺する“アート・ザ・クラウン”。
スペアタイヤがなく、姉のビクトリアに電話して迎えを頼むタラ。姉を待つ間にトイレを我慢できなくなったタラは、古いビルの害虫駆除に来ていた業者に頼み込み、ビルに入った。車に残り、“アート・ザ・クラウン”に襲われるドーン。
ビルの中で“アート・ザ・クラウン”に捕われるタラ。拉致されていたドーンは、タラの眼の前で惨殺された。一旦は逃げたが、タラも銃で撃たれ、駐車場に住み着いていた女性ホームレスも殺された。
迎えに来たというビクトリアのメールに返信して、ビルに入るよう誘導する“アート・ザ・クラウン”。何度も捕まりかけたが逃げ回るビクトリア。その間に、害虫駆除業者とその同僚も殺された。
警察が到着する直前に“アート・ザ・クラウン”に捕まり、顔を食われてしまうビクトリア。逮捕されかけて、頭を撃ち自殺する“アート・ザ・クラウン”。しかし検死事務所に運ばれた彼は蘇り、検視官を襲った。

## キャスト
※括弧内は日本語吹替。
- タラ：ジェナ・カネル（英語版）（大川香織）

本編の主人公。ドーンの友人でヴィクトリアの妹。黒髪でドクロのシャツを着ている。
- ドーン：キャサリン・コーコラン（長弘翔子）

タラの友人。金髪の髪をしている。
- ヴィクトリア：サマンサ・スカフィディ（英語版）（河野茉莉）

もう一人の主人公。タラの姉。
- マイク：マット・マカリスター（板垣優稀）

スキンヘッドの男性。職業は害虫駆除。
- キャットレディ：プーヤ・モーセニ（安芸けい子）

倉庫に住んでいるホームレスの女性。エミリーという人形を持っており、娘と呼んでいる。
- モニカ・ブラウン

トークショーの司会者。
：ケイティー・マグワイア（萩乃朋華）
- スティーヴ：ジーノ・カファレリ（佐東充）

ピザ屋の店長。
- ラモン：エリック・ザモラ（金森だいすけ）
- ウィル：マイケル・リーヴィ（藤野裕規）
- パパ：アラン・ハスナス（上田こうすけ）
- アート・ザ・クラウン：デヴィッド・ハワード・ソーントン

ピエロの様なメイクと衣装を着ている謎の男。その正体は連続殺人鬼。一言も喋ることなく、不気味な笑みを浮かべている。マイルズ群で殺人事件を起こった張本人。殺人方法はナイフ等の鋭利な物で相手を切りつけたり、刺したりする。タラとドーンがピザ屋の中にいた時に不気味な笑みを浮かべたり、おもちゃの指輪を渡していた。